# Rhynd
Rhynd, schottisch-gälisch: Rinn Dealgros, ist ein schottischer Weiler in der Council Area Perth and Kinross. Er lag in der traditionellen Grafschaft Perthshire rund sechs Kilometer südöstlich des Zentrums von Perth nahe der Mündung des Earn in den Tay.

## Geschichte
Nördlich von Rhynd befindet sich Elcho Castle, eine ehemalige Festung des Clans Wemyss. Das Tower House aus dem 16. Jahrhundert ist als Scheduled Monument denkmalgeschützt. Die Gebäude des Weilers stammen vornehmlich aus dem 19. Jahrhundert. Hierzu zählt auch die neogotische Rhynd Parish Church, die 1842 errichtet wurde. Südöstlich entstand im Jahre 1875 Kinmonth House. Bei der Telefonzelle von Rhynd handelt es sich um das einzige erhaltene Exemplar einer Telefonzelle des Typs K3 in Schottland.

## Verkehr
Die Ortschaft ist über untergeordnete Straßen angeschlossen. Innerhalb kurzer Distanz sind jedoch die M90 sowie die A85 (Dundee–Oban) und die A912 (Perth–Muirhead) erreichbar.